# Astro-Creep: 2000
Astro-Creep: 2000 es el cuarto y último álbum de estudio de la banda de Rock norteamericana White Zombie. Publicado por la discográfica Geffen Records el 11 de abril de 1995. El álbum resultó ser su mayor éxito comercial, llegando a alcanzar el número 6 en el Billboard 200 con singles como More Human than Human y Super-Charger Heaven. Fue el único álbum de la banda en el que participó John Tempesta como batería.

## Producción
El álbum fue muy esperado debido al éxito del anterior trabajo de la banda La Sexorcisto: Devil Music, Vol. 1. Para la grabación del mismo se contó con afamados músicos de estudio como el teclista Charlie Clouser, que había trabajado con artistas como Nine Inch Nails, Rammstein, Marilyn Manson o Killing Joke y reconocido por componer bandas sonoras de películas como "Saw", "El Títere", "Resident Evil", "El Cuervo" y "Scream". John Tempesta sustituyó en la batería a Ivan DePrume, que había abandonado el grupo el año anterior. Para la producción se contrató a Terry Date (Deftones, Pantera, Soundgarden). El álbum se escribió en tres meses y las sesiones de grabación se prolongaron otros tres. La banda contó con un gran presupuesto así como completa libertad creativa para realizar la grabación.

## Música y letras
Es considerado como un álbum más heavy que su predecesor La Sexorcisto. Las guitarras y el bajo fueron afinadas para conseguir un sonido más oscuro, pasando de la afinación estándar en Mi a una afinación en Do#. Las letras también son más oscuras y perturbadoras que en el álbum anterior.
Al igual que en trabajos anteriores, gran parte de las canciones cuentan con fragmentos de diálogos extraídos de películas de terror de culto como The Omega Man, Las noches rojas de Harlem, The Haunting, La maldición de Frankenstein y To the Devil a Daughter. El título de la canción More Human Than Human es el lema de "Tyrell Corp"., de la película Blade Runner.

## Recepción
Fue el álbum más vendido de White Zombie, siendo certificado Doble Platino por la RIAA y vendiendo más de 2,6 millones de copias en Estados Unidos desde su lanzamiento. El álbum fue nominado al premio Grammy por Mejor Ingeniería de Grabación y el sencillo de mayor éxito de la banda, More Human Than Human, nominado al Premio Grammy a la Mejor Interpretación de Metal en 1996.
Para la promoción del álbum se grabaron los vídeos musicales de More Human than Human, Electric Head Pt. 2 (The Ecstasy) y el vídeo grabado en directo de Super-Charger Heaven. En 1995, More Human Than Human ganó el MTV Video Music Awards al mejor video de Rock.

## Lista de canciones
| N.º | Título                                          | Duración |  |
| 1.  | «Electric Head Pt. 1 (The Agony)»               | 4:54     |  |
| 2.  | «Super-Charger Heaven»                          | 3:37     |  |
| 3.  | «Real Solution #9»                              | 4:44     |  |
| 4.  | «Creature of the Wheel»                         | 3:25     |  |
| 5.  | «Electric Head Pt. 2 (The Ecstasy)»             | 3:53     |  |
| 6.  | «Grease Paint and Monkey Brains»                | 3:49     |  |
| 7.  | «I, Zombie»                                     | 3:31     |  |
| 8.  | «More Human than Human»                         | 4:28     |  |
| 9.  | «El Phantasmo and the Chicken-Run Blast-O-Rama» | 4:13     |  |
| 10. | «Blur the Technicolor»                          | 4:09     |  |
| 11. | «Blood, Milk and Sky»                           | 11:21    |  |

## Personal

### Miembros de la banda
- Rob Zombie – vocalista, dirección artística, ilustraciones
- Jay Noel Yuenger – guitarra
- Sean Yseult –  bajo, dirección artística
- John Tempesta – batería

### Cuerpo técnico
- Charlie Clouser – programación , teclados
- Terry Date – producción, mezclas
- Lamont Hyde – asistente de grabación y mezclas
- Ted Jensen – masterización
- Wade Norton – asistente de grabación y mezclas
- Ulrich Wild – Grabación